# 鉤嘴髑髏貝屬
鉤嘴髑髏貝屬（學名：Ancistrocrania），又名銘嘴髑髏貝屬，是髑髏貝科下已滅絕的一個屬，生存於白堊紀至上新世的海洋中。

## 特徵
這種腕足動物的體型較小，殼形幾乎是圓的。腹殼的形狀與其所附著的基層形狀一致。兩殼均有十分發達的環狀肌肉瘢痕，並有較小的肌肉瘢痕，瘢痕在前部邊緣最厚。除了表面的皰狀突起外，殼上的飾紋僅有同心生長線。和許多髑髏貝科物種一樣，牠們利用腹殼附著在海床堅實的基層上。

## 外部連結
- Ancistrocrania （页面存档备份，存于） in the Paleobiology Database